# Soraya Arnelas
Soraya Arnelas, właśc. Soraya Arnelas Rubiales (ur. 13 września 1982 w Estremadurze) – hiszpańska piosenkarka. Reprezentantka Hiszpanii w 54. Konkursie Piosenki Eurowizji (2009).

## Życiorys

### Wczesne lata
Gdy miała 11 lat, opuściła rodzinne miasto. Chciała studiować aktorstwo, ostatecznie jednak zatrudniła się w liniach lotniczych Iberworld. Dzięki swojej pracy miała okazję nauczyć się pięciu języków obcych, w tym m.in. angielskiego, francuskiego i portugalskiego.

### Kariera
W 2005 wzięła udział w czwartej edycji programu Operación Triunfo. Dotarła do finału, w którym zajęła drugie miejsce. 5 grudnia wydała swój debiutancki album, zatytułowany Corazón de fuego. W 2008 nagrała dwie piosenki w duecie z Kate Ryan: „Tonight We Ride/No digas que no” i „Caminare”. W 2009 reprezentowała Hiszpanię z piosenką „La noche es para mí” w Konkursie Piosenki Eurowizji 2009 w Moskwie. 16 maja wystąpiła w finale konkursu i zajęła w nim przedostatnie, 23. miejsce.
28 września 2010 wydała piąty album studyjny, zatytułowany Dreamer, który nagrała przy współpracy z francuskim DJ–em Antoine Clamaranem. W 2013 wydała płytę, zatytułowaną Universe in Me, która promowana była przez single „Plastic” i „Neon Lovers”. 24 listopada zaprezentowała „El huracan”, do którego nakręciła teledysk.
5 czerwca 2015 zaprezentowała singel „You Didn’t Do It”, który zwiastował siódmy album piosenkarki. W lipcu 2017 zaprezentowała singel „El pretendiente”. 12 stycznia 2018 wydała singiel „Qué bonito”. 
W 2024 ogłoszono, że poda punkty hiszpańskiego jury podczas finału 68. Konkursu Piosenki Eurowizji.

## Życie prywatne
Od 2017 jest związana z modelem Miguelem Ángel Herrera. 24 lutego 2017 parze urodziła się córka Manuela.

## Dyskografia

### Albumy studyjne
| Rok                                                      | Nazwa                                                                                 | Pozycja |
| Rok                                                      | Nazwa                                                                                 | ESP     |
| -------------------------------------------------------- | ------------------------------------------------------------------------------------- | ------- |
| 2005                                                     | Corazón de fuego - Wydanie: 5 grudnia 2005 - Wytwórnia: Vale Music, Santander Records | 13      |
| 2006                                                     | Ochenta’s - Wydanie: 21 listopada 2006 - Wytwórnia: Vale Music, Universal             | 5       |
| 2007                                                     | Dolce vita - Wydanie: 11 września 2007 - Wytwórnia: Vale Music, Universal             | 5       |
| 2008                                                     | Sin miedo - Wydanie: 14 października 2008 - Wytwórnia: Vale Music, Universal          | 21      |
| 2010                                                     | Dreamer - Wydanie: 28 września 2010 - Wytwórnia: Sony Music                           | 8       |
| 2013                                                     | Universe in Me - Wydanie: 11 listopada 2013 - Wytwórnia: Valentia Records             | 31      |
| 2020                                                     | Luces y sombras - Wydanie: 24 kwietnia 2020                                           | –       |
| „–” oznacza, że singel nie był notowany na danej liście. |                                                                                       |         |

### Single
- 2005 – „Mi mundo sin ti”
- 2005 – „Corazón de fuego”
- 2006 – „Self Control"
- 2006 – „Call Me”
- 2007 – „La Dolce Vita”
- 2007 – „Words”
- 2008 – „Sin miedo”
- 2009 – „La noche es para mí”
- 2009 – „Caminaré” (z Kate Ryan)
- 2010 – „Live Your Dreams” (z Antoine Clamaranem)
- 2010 – „Dreamer”
- 2011 – „Stick Shift” (z Antoine Clamaranem)
- 2012 – „Feeling You” (z Antoine Clamaranem i Vince M)
- 2013 – „Con fuego” (z Aqueel)
- 2013 – „Plastic”
- 2014 – „Neon Lovers”
- 2014 – „El huracan”
- 2015 – „You Didn’t Do Dt”
- 2016 – „Mi mundo sin ti” (wersja akustyczna)
- 2017 – „El pretendiente”
- 2018  –  Qué bonito
- 2018 –  Yo Brindo